# Рид, Кэтрин
Кэтрин Рид (англ. Katherine (Catherine) Read; 3 февраля 1723, Данди — 15 декабря 1778) — шотландская художница-портретистка.

## Биография и творчество
Кэтрин Рид родилась в 1723 году в Данди (Шотландия). Её отец был помещиком в Форфаршире. Обучалась живописи в Париже и Риме, после чего вернулась в Британию, посетив перед этим Флоренцию, Венецию и Париж. В 1753 году Рид поселилась в Лондоне. У неё было с собой рекомендательное письмо от кардинала Альбани, и вскоре она начала получать заказы, в первую очередь на семейные портреты. Известность пришла к ней после того, как в 1761 году она написала портрет королевы Шарлотты.

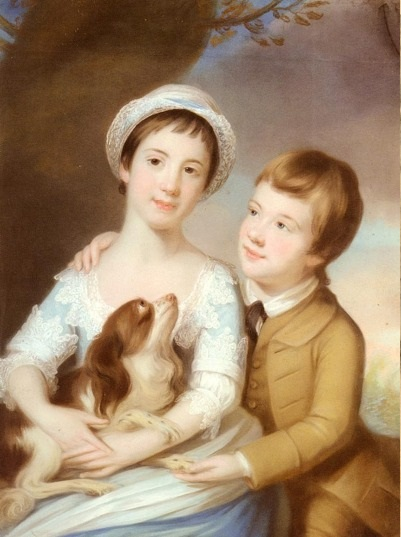
Джордж и Джорджина Фицрой. Конец XVIII века, пастель

В 1764 году Рид ещё раз побывала в Париже, где писала портреты по заказу дофина. С 1761 по 1768 год она выставляла свои работы в Свободном обществе художников (англ. Free Society), а с 1760 по 1772 — в Обществе художников Великобритании, почётным членом которого стала в 1769 году. Когда создание в 1768 году Королевской академии художеств стало угрожать дальнейшему существованию общества, Рид была в числе подписавших протестную петицию на имя короля. Однако несколько лет спустя она переменила взгляды и присоединилась к Академии, что повлекло её исключение из Общества.
В 1775 году Рид, вместе со своей племянницей, отправилась в Индию (её брат Вильям был врачом в Британской Ост-Индской компании). Однако через некоторое время, из-за проблем со здоровьем, она приняла решение вернуться в Англию и умерла в море на пути из Мадраса в Лондон. Точное время и место её смерти неизвестны, хотя в британском Национальном биографическом словаре указана дата 15 декабря 1778 года.
Кэтрин Рид писала преимущественно портреты, как маслом, так и пастелью, в том числе миниатюры. По многим её работам выполнялись также гравюры. Кроме того, Рид создавала копии работ других художников, в том числе своего современника Джошуа Рейнолдса, чьё творчество, несомненно, оказало влияние на её собственное.